# 魔がサスペンス劇場
『魔がサスペンス劇場』（まがサスペンスげきじょう）は、フジテレビで2000年4月15日から9月23日まで深夜に放送されたシチュエーション・ドラマ。ジョビジョバ主演。

## 概要
「魔が刺した」をテーマに、参考人聴取の1人芝居と、多重人格者マギー・ミリガンと喫茶店「ダンディライオン」に集まった客が繰り広げるサスペンスドラマ。全10話。
フジテレビ版公式サイトに「入り口と出口はバラエティ。中身はシチュエーションドラマ」と謳われているように、コント形式のバラエティ番組とも、ドラマ作品とも取れる構成を取っている。
放送本編だけでは登場人物の前後関係が判明せず、番組公式サイト内の喫茶「ダンディライオン」ホームページ各コーナー、同じく「操作日誌」等を照らし合わせて全容が判明する仕掛けとなっていた。例としてハセガワのジゴロからフォーク歌手へのキャラクターチェンジは劇中では説明されておらず、セミナー勧誘のあらましはサイトでのみ示唆されていた。

## あらすじ
4月某日、東富山公園ゴミ箱の中からバラバラになった遺体が発見された。捜査一課が設置され、現場近くからは被害者のものとみられるネックレスが発見された。被害者は10日前から行方不明の吉野桜子（27歳）とみられ、「東富山公園バラバラ殺人事件」としてテレビでも報道された。
捜査一課の徳田原警部は吉野がアルバイトとして勤務していた近隣の喫茶店「ダンディライオン」が怪しいと睨み、捜査員を送り込んだ。

## 出演

### 喫茶店スタッフと常連客
シンジ
演 - 六角慎司（ジョビジョバ）
喫茶「ダンディライオン」アルバイト。登場人物中もっとも一般人だが、実は物体の過去をイメージできるサイコメトリー能力を持つ。吉野桜子の遺体の第一発見者であり、桜子から最後に電話を受けた人物でもある。主人公として位置づけられているわけではないが、シンジ中心に物語が進むことが多い。
おっちょこちょいでよくカップを落として割ってしまう。時給は200円。
坂口マスター
演 - 坂田聡（ジョビジョバ）
喫茶「ダンディライオン」マスター。自衛隊のサバイバル訓練ののちに、たどり着いたこだわりのタンポポコーヒー（300円）が名物でありお薦め。このほか店のメニュー表にはマスター特製たんぽぽピラフ（700円）、マスター特製たんぽぽピッツァ（680円）、マスター特製たんぽぽポタージュ（320円）などたんぽぽメニューが並んでいる。事件後は任意取り調べを受けることも多く、その間は店をアルバイト2人に任せている。
基本的に舌っ足らずの「ですわね」口調で恋愛対象は男性（第1話ではバイセクシャルと発言）。
テレビ局が近隣にあるため、有名人もお忍びで通うことも多く、その秘密は職務上、性癖上にも守る主義。
明水先生
演 - 木下明水（ジョビジョバ）
気難しい作家。サイコホラー作品、サスペンス作品など作風は多岐にわたるが売れていない。たびたび超常現象を発動させる。
別名義である男色小説家「一文字さぶ」としては売れっ子であるが、表向きには同一人物と認めておらず、マスターなど多くのファンに新作を求められるも、乗り気にはなっていない。第7話で明水名義では久々となる書下ろし単行本「恐怖の館エイドリアン」を発売した。
なおマスターはフルネームを二つのペンネームを合わせた「一文字明水」と記憶しており、喫茶店のホームページという体裁を取る公式サイトでもこの表記が取られている。
ハセガワ
演 - 長谷川朝晴（ジョビジョバ）
スーツ姿のジゴロ。男前なので何でもできる男。まさに女の敵。怪しいセミナーに通い出してからはマインドコントロールされ、アコースティックギターを抱える常に笑顔のフォーク歌手となってしまった。物語終盤で洗脳が溶け、再びジゴロに戻る。
公式サイトでは「長谷川」表記。第1の被害者・吉野桜子、第2の被害者・袴田一江と交際していた。
マギー・ミリガン
演 - マギー（ジョビジョバ）
25以上の人格を持つ多重人格者。ものまねに見えるときもあるがあくまで多重人格である。なお、人格が変わると瞬時に衣装なども変わっているが、周囲にそう見えているだけなのか、実際に着替えているのかは不明。本作のトリックスター的存在。
マスターによると「人格がどんどん変わるから、コーヒー代をもらい損ねるのが困りもの」とのこと。
石倉力
演 - 石倉力（ジョビジョバ）
タレント。来店時は様々な衣装（笑点の羽織、ZAT隊員服、動物の着ぐるみ等）を着ており、その仕事の全容はつかめない。
マスターの坂口からは倉石、黒石、石刈力也など名前を憶えてもらっていない（来てくれるタレントさんの中でも群を抜いて地味、との理由）。のちにジョビジョバの一員であることが判明する。なお、ホラー映画とゲームが好きという人物裏設定は演じる石倉のものをそのまま流用している。
桐山リリエ
演 - 一戸奈未
喫茶「ダンディライオン」アルバイト。18歳。自衛隊でお目にかかったことのない、気持ちのいい返事をすることで採用された。シンジとハセガワの間を行ったり来たりする小悪魔な面もある。そっくりな双子の妹・リリコがいる。時給850円。
語り
演 - 奈美悦子
ナレーション担当の女性。第7話、8話では実際に来店し語りをしている。柏木刑事が小さいころからファンであったという。キャストテロップは「出たがりな語り」。

### 警察関係者
柏木刑事
演 - 遠藤憲一
殺人事件を追う刑事のひとり。コワモテ。下の名前はシンジ。
不知火刑事
演 - 筧利夫
殺人事件を追う刑事のひとり。柏木とは逆に柔和。マスターは好みのタイプのようで、捕まりたいあまりに自白してしまう。
取調官
演 - 下川辰平
事情聴取をする刑事。喫茶店常連メンバーをひとりひとり尋問していく。取調室コーナーのみ出演。ハイライトを喫煙。
家政婦
演 - うつみ宮土理
事情聴取で坂口不在となる間の喫茶店を任された家政婦。実は徳田原と繋がっている。
東（あずま）
演 - 秋本奈緒美
サイコセラピスト。徳田原の依頼でマギー・ミリガンを追ってきた女。マギーの着替えは幻覚であると分析。柏木らが失敗に終わったホスト人格を出すことに成功する。
徳田原警部
演 - 大杉漣　50歳
部下を喫茶店に派遣し安楽椅子探偵を気取るが、うまくいかない警視庁の男。番組エンディング、公式サイトでの手記を発表する人物であり、実家は新小岩。ソリティアで6000点越えた、刺青の入った女のジグソーパズルが完成しそう、芸能事務所にプロフィールを応募など劇中には反映されない細かな情報が小出しにされていた。
演ずる大杉はたびたび事件現場の周囲に現れていた（大雨の中トイレを借りに来た男等）が劇中では素性は隠され、役名は謎の男と表記されてきた。徳田原警部＝大杉漣と明かされたのは最終回である。

### その他登場人物
さとう珠緒
演 - さとう珠緒
有名タレント。さとうが石倉の友人として来店したことで、石倉がタレントだと喫茶店常連メンバーに認められる。柏木刑事もさとうのファンである。
テレビリポーター
演 - MARI
タンポポコーヒーを出す自然館を訪ねにやってきたグルメリポーター。間違ってダンディライオンにやってきてしまう。
アルバイト
演 - 佐伯日菜子
アルバイト志望の女。1日アルバイトしてみるものの、不採用となる。
吉井怜
演 - 吉井怜
アイドルタレント。石倉の友達ということで喫茶店に来たが、友達は設定だと述べ、写真を撮られるのは拒絶した。タンポポコーヒーより桃の天然水派。
司会
演 - 鈴木杏樹
『生ナマお笑いフェア』司会者。
ジョビジョバ
演 - ジョビジョバ
石倉が生放送に間に合わないため、5人で活動することとなるお笑いユニット。最終話で登場。
シノブ
演 - 吉本多香美
夏の番外編に出演。喫茶ダンディライオンに迷い込んだ客
児島雄一
演 - マギー
夏の番外編に出演。本作脚本家。

## スタッフ
- 企画：秋元康
- 脚本：児島雄一
- 美術プロデュース：小須田和彦
- パン土：雪田大樹
- デザイン：桐山三千代
- 美術進行：中村秀美
- 大道具：西村幸也
- 装飾：門間誠
- 視覚効果：中溝正彦
- 衣装：神波憲人
- メイク：輿石昌生
- CGデザイン：岩下みどり（ケネックジャパン）
- 撮影：小林光行
- 照明：安藤雄郎
- 音声：深谷高史
- 映像：高橋正直
- 編集：古屋信人
- 音楽：仲西匡
- 音響効果：亀森素子
- 協力：ニューテレス、ザ・チューブ、ポニーキャニオンエンタープライズ
- 美術協力：エンゼル食品、Gatewey
- ブレーン：宮藤官九郎、細川徹
- 演出：関卓也、藤谷卓雄[11]
- プロデュース：徳光芳文[11]

## 音楽

### 劇中歌
- 「いってみれば犬」（作詞作曲歌唱：ハセガワ）
- 「いやしのヒヤシンス」（作詞作曲歌唱：ハセガワ）

## 放送話
| 話数       | サブタイトル         | 脚本     | 監督     |
| ---------- | -------------------- | -------- | -------- |
| 1          | 招かれざる客         | 児島雄一 | 関卓也   |
| 2          | 顔                   | 児島雄一 | 関卓也   |
| 3          | 破片                 | 児島雄一 | 関卓也   |
| 4          | 記憶の壁             | 児島雄一 | 関卓也   |
| 5          | 幻覚                 | 児島雄一 | 関卓也   |
| 6          | 家政婦は見た         | 児島雄一 | 熊谷拓雄 |
| 7          | スゴロク             | 児島雄一 | 関卓也   |
| 8          | 仏滅                 | 児島雄一 | 関卓也   |
| 9          | 結末                 | 児島雄一 | 関卓也   |
| 夏の特別編 | 笑いの絶えない喫茶店 | 児島雄一 | 関卓也   |

## 商品化
2000年11月11日にポニーキャニオンからVHS上下巻が発売。同年12月20日にDVD版を発売。